# Svenska Hockeyligan 2019/2020
Svenska Hockeyligan 2019/2020 var den 45:e säsongen av Svenska Hockeyligan, Sveriges högsta division i ishockey. Grundserien spelades 14 september 2019–12 mars 2020.
På grund av förordning 2020:114 som regeringen den 11 mars 2020 utlyste med anledning av det globala coronavirusutbrottet 2019–2021 spelades den 52:a och avslutande omgången utan publik. Detta då förordningen förbjöd allmänna sammankomster med över 500 deltagare. Den 15 mars beslutade även Svenska Ishockeyförbundet att ställa in säsongens SM-slutspel och kval. Ingen svensk mästare korades, vilket var första gången sedan 1952.

## Inför säsongen

### Regeländringar
Den 12 april 2019 beslutade Svenska Ishockeyförbundet att slopa kravet på publikkapacitet i SHL. Utöver det genomfördes några regeländringar som rörde själva spelet. De tre största ändringarna rörde målområdet, icingregeln och "Late hit".
Angående målområdet ska ett mål numera underkännas om "en målvakt störs av en tillfällig kontakt inne i målområdet i samband med ett målskott". Denna regel vållade stor diskussion under hösten när exempelvis Luleås Juhani Tyrväinen störde Brynäsmålvakten Joacim Eriksson i målgården och fick målet bortdömt på grund av det. Expressens hockeyexpert Sanny Lindström tolkade regeln som mer "svart eller vitt" än tidigare och menade att hockeyn förlorar på denna regel. Samtidigt försvarade Kvällspostens hockeyexpert Johan Svensson bedömningen som en konsekvent användning av regeln.
Bedömning av icing ändrades på så sätt att icing numera ska slås av "[o]m det är så jämnt att linjedomaren inte kan avgöra vem som är i bäst position för att nå pucken". Late hit bedöms fr.o.m. säsong 2019/20 på följande sätt: "Den som tacklar en spelare som precis har spelat pucken ifrån sig ska ådömas utvisning för Late hit". Dessutom ändrades tekningsregeln så att felande tekare inte längre byts ut utan blir istället tilldelade en varning. Om samma lag felar igen vid samma tekningsförfarande åker det tillhörande laget på ett lagstraff på två minuters utvisning. Detta regelverk är i enlighet med internationell standard.

### Tips inför säsongen
Enligt "Sportbladets SHL-bibel" betraktades Frölunda och Luleå som de två främsta aspiranterna på en av de första  platserna efter grundserien, tätt följt av Djurgården och Färjestad som sågs hamna någonstans mellan plats 3 och 5. Växjö, Rögle och HV tippades av många journalister på Sportbladet hamna i kampen om de sista platserna till kvartsfinalen medan Malmö, Skellefteå och Brynäs snarare uppskattades att börja slutspelet i åttondelen. Linköping, Örebro, Leksand och Oskarshamn antogs missa slutspelet respektive behöver kvala för spel i SHL 2020/21.
Per Svartvadet ("Radiosporten") såg favoritrollerna ganska jämnt fördelade bland Färjestad, Luleå, Växjö och Frölunda men ansåg att Färjestad såg starkast ut. Platserna 5 och 6 tilldelade han Djurgården och HV71. På play-in-platserna 7-10 placerade Svartvadet Linköping, Skellefteå, Leksand och Brynäs med lite förbehåll för att LHC och Skellefteå även kunde hamna lägre. Rögle, Örebro, Malmö och Oskarshamn tyckte Svartvadet såg svagast ut, men ansåg samtidigt att Rögle eventuellt kunde nå en bättre placering.

## Lag och arenor
14 lag kommer att kvalificera sig för spel i Svenska Hockeyligan 2019/2020 utifrån resultaten i SHL 2018/2019 och Direktkval till Svenska Hockeyligan 2019.
| Lag            | Län             | Ort        | Arena                  | Kapacitet | Kapacitet | 2018/2019 | Första    | Sedan     |
| -------------- | --------------- | ---------- | ---------------------- | --------- | --------- | --------- | --------- | --------- |
| Brynäs IF      | Gävleborg       | Gävle      | Monitor ERP Arena      | 7 909     | [ 12 ]    | 11        | 1975/1976 | 1975/1976 |
| Djurgårdens IF | Stockholm       | Stockholm  | Hovet                  | 8 094     | [ 13 ]    | 4         | 1975/1976 | 2014/2015 |
| Frölunda HC    | Västra Götaland | Göteborg   | Scandinavium           | 12 044    | [ 14 ]    | 3         | 1975/1976 | 1989/1990 |
| Färjestad BK   | Värmland        | Karlstad   | Löfbergs Arena         | 8 250     | [ 15 ]    | 1         | 1975/1976 | 1975/1976 |
| HV71           | Jönköping       | Jönköping  | Kinnarps Arena         | 7 000     | [ 16 ]    | 8         | 1979/1980 | 1985/1986 |
| IK Oskarshamn  | Kalmar          | Oskarshamn | Be-Ge Hockey Center    | 3 275     | [ 17 ]    | 2 (HA)    | 2019/2020 | 2019/2020 |
| Leksands IF    | Dalarna         | Leksand    | Tegera Arena           | 7 650     | [ 18 ]    | 4 (HA)    | 1975/1976 | 2019/2020 |
| Linköping HC   | Östergötland    | Linköping  | Saab Arena             | 8 500     | [ 19 ]    | 12        | 1999/2000 | 2001/2002 |
| Luleå HF       | Norrbotten      | Luleå      | Coop Norrbotten Arena  | 6 150     | [ 20 ]    | 2         | 1984/1985 | 1984/1985 |
| Malmö Redhawks | Skåne           | Malmö      | Malmö Arena            | 12 600    | [ 21 ]    | 6         | 1990/1991 | 2015/2016 |
| Rögle BK       | Skåne           | Ängelholm  | Catena Arena           | 5 150     | [ 22 ]    | 9         | 1992/1993 | 2015/2016 |
| Skellefteå AIK | Västerbotten    | Skellefteå | Skellefteå Kraft Arena | 5 801     | [ 23 ]    | 5         | 1975/1976 | 2006/2007 |
| Växjö Lakers   | Kronoberg       | Växjö      | Vida Arena             | 5 750     | [ 24 ]    | 7         | 2011/2012 | 2011/2012 |
| Örebro HK      | Örebro          | Örebro     | Behrn Arena            | 5 500     | [ 25 ]    | 10        | 2013/2014 | 2013/2014 |

## Grundserien

### Poängtabell
Senast uppdaterad: 12 mars 2020.

  
| Nr | Lag               | S  | V  | ÖV | ÖF | F  | GM  | IM  | MS  | P   |
| -- | ----------------- | -- | -- | -- | -- | -- | --- | --- | --- | --- |
| 1  | Luleå HF          | 52 | 30 | 6  | 4  | 12 | 151 | 98  | +53 | 106 |
| 2  | Färjestad BK      | 52 | 25 | 6  | 5  | 16 | 173 | 146 | +27 | 92  |
| 3  | Rögle BK          | 52 | 25 | 7  | 3  | 17 | 149 | 123 | +26 | 92  |
| 4  | Skellefteå AIK    | 52 | 27 | 4  | 1  | 20 | 149 | 122 | +27 | 90  |
| 5  | HV71              | 52 | 24 | 6  | 5  | 17 | 158 | 130 | +28 | 89  |
| 6  | Djurgårdens IF    | 52 | 24 | 5  | 6  | 17 | 137 | 135 | +2  | 88  |
| 7  | Frölunda HC (RM)  | 52 | 25 | 4  | 2  | 21 | 154 | 126 | +28 | 85  |
| 8  | Örebro HK         | 52 | 26 | 2  | 3  | 21 | 137 | 133 | +4  | 85  |
| 9  | Malmö Redhawks    | 52 | 21 | 4  | 6  | 21 | 131 | 130 | +1  | 77  |
| 10 | Växjö Lakers      | 52 | 20 | 4  | 2  | 26 | 127 | 143 | −16 | 70  |
| 11 | Linköping HC      | 52 | 14 | 6  | 11 | 21 | 118 | 139 | −21 | 65  |
| 12 | Brynäs IF         | 52 | 13 | 8  | 5  | 26 | 132 | 168 | −36 | 60  |
| 13 | Leksands IF (U)   | 52 | 13 | 2  | 6  | 31 | 115 | 168 | −53 | 49  |
| 14 | IK Oskarshamn (U) | 52 | 10 | 3  | 8  | 31 | 110 | 180 | −70 | 44  |

### Resultattabell
Tabell uppdaterad: 15 september 2020.
  
| Hemma \ Borta  | BIF               | DIF          | FHC           | FBK                 | HV71          | IKO           | LIF                 | LHC                | LHF          | MIF                 | RBK           | SAIK          | VLH           | ÖHK           |
| Brynäs IF      | —                 | 4–3 0–1      | 3–1 4–2       | 1–2 4–3 (str)       | 1–4 4–3 (str) | 4–1 3–4 (str) | 3–2 (str) 5–4 (str) | 3–1 2–3 (SD)       | 1–3 5–1      | 2–5 2–3             | 2–1 (SD) 5–2  | 6–4 3–5       | 4–3 (SD) 0–1  | 2–1 1–6       |
| Djurgårdens IF | 6–0 3–2           | —            | 2–3 (SD) 2–1  | 5–6 (str) 5–4 (str) | 2–1 (str) 5–3 | 3–2 (SD) 5–4  | 2–0 5–2             | 4–2 3–2            | 1–3 3–2 (SD) | 4–0 2–0             | 1–5 3–2       | 1–3 3–1       | 3–2 4–1       | 4–2 4–1       |
| Frölunda HC    | 2–5 8–4           | 2–1 3–2 (SD) | —             | 5–2 3–2             | 2–4 3–4 (str) | 4–1 5–1       | 7–1 2–5             | 4–0 1–3            | 4–1 1–0      | 4–1 4–3             | 1–2           | 5–1 1–0       | 6–5 (SD) 4–0  | 4–1 5–3       |
| Färjestad BK   | 2–1 5–2           | 4–1          | 4–1 5–2       | —                   | 3–2 1–2       | 12–0 5–1      | 6–4 4–3             | 3–1 2–4            | 2–3          | 4–3 (SD) 5–1        | 5–3 3–2       | 4–2 0–3       | 4–2 3–4       | 4–6 3–1       |
| HV71           | 3–2 5–6 (SD)      | 4–3 (SD) 7–1 | 3–2 1–2       | 3–4 8–4             | —             | 7–1 5–3       | 2–1 (str) 3–2 (str) | 5–0 1–4            | 0–4 2–1      | 1–4 3–2             | 5–0 3–5       | 1–3 2–3 (str) | 4–1 5–0       | 1–4 3–2       |
| IK Oskarshamn  | 3–2 (SD) 5–4      | 3–2 2–4      | 1–3 5–1       | 3–2 3–4 (SD)        | 2–3 (SD) 1–3  | —             | 4–1 2–3             | 3–2 3–2 (str)      | 2–4 4–2      | 1–5 3–4 (str)       | 1–2           | 2–5 3–4 (SD)  | 1–2 3–5       | 0–2 1–2 (str) |
| Leksands IF    | 5–1 4–2           | 0–4 2–4      | 2–4           | 3–4 1–2 (SD)        | 0–4 5–2       | 4–1 3–0       | —                   | 2–5 3–2 (str)      | 0–5 0–3      | 5–2 2–3             | 3–2 2–5       | 3–2 0–3       | 1–3 4–1       | 3–5 0–1       |
| Linköping HC   | 4–3 (SD) 2–3 (SD) | 4–2 2–3 (SD) | 1–4 1–2 (str) | 3–4 (SD) 1–0        | 5–3 2–4       | 2–3 3–1       | 4–1 2–1             | —                  | 1–3 3–2 (SD) | 1–2 (str) 2–3 (str) | 2–3 5–1       | 5–3 4–3       | 3–2 2–3 (SD)  | 2–5 1–2       |
| Luleå HF       | 4–0 2–1 (str)     | 1–3 3–2 (SD) | 3–2 4–1       | 3–4 4–1             | 3–2 (SD) 6–3  | 3–0 4–3 (SD)  | 4–3 2–0             | 4–1 3–2 (SD)       | —            | 3–0 4–3             | 4–1 3–0       | 2–3 (str) 3–0 | 3–1 5–1       | 4–1 3–2 (SD)  |
| Malmö Redhawks | 0–2 5–0           | 4–0 5–1      | 3–2 0–3       | 3–4 3–1             | 3–4 (str) 1–0 | 3–1 4–1       | 1–4 3–2 (str)       | 0–1 (str) 3–4 (SD) | 4–1 1–3      | —                   | 3–4 1–4       | 0–4 4–1       | 5–3 5–4       | 4–1 2–3 (SD)  |
| Rögle BK       | 4–2 6–4           | 2–1 (SD) 3–1 | 2–1 (SD) 4–3  | 3–4 1–0 (SD)        | 4–0 1–4       | 0–1 5–3       | 5–3 2–3 (str)       | 2–3 (SD) 3–2 (str) | 3–2 (SD) 4–7 | 4–3 (SD) 5–2        | —             | 3–0 4–0       | 1–2 5–1       | 2–3 3–0       |
| Skellefteå AIK | 4–1 1–2           | 4–0 3–0      | 1–6 4–2       | 3–1 5–1             | 0–3 2–1       | 5–4 (SD) 3–5  | 3–2 8–2             | 3–1 3–2            | 2–3 4–1      | 4–3 3–0             | 5–2 4–3       | —             | 1–4 2–3 (str) | 1–2 7–0       |
| Växjö Lakers   | 4–1 3–1           | 3–5 5–0      | 4–2 3–2       | 3–2 (SD) 4–7        | 2–4 5–1       | 3–2 3–1       | 2–4 5–1             | 6–2 2–1            | 3–1 1–3      | 1–4 0–1             | 1–3 0–4       | 1–4 1–2       | —             | 2–0 4–1       |
| Örebro HK      | 6–1 3–6           | 2–5 5–2      | 3–4 5–3       | 5–2 3–4 (SD)        | 1–3 2–4       | 3–2 4–2       | 4–2 4–0             | 2–1 3–0            | 2–1 3–2      | 3–2 0–2             | 2–3 (str) 2–5 | 5–1 2–4       | 4–1 2–1       | —             |

### Poängliga
Not: SM = Spelade matcher
| Spelare           | Lag            | SM | Mål | Assists | Poäng |
| ----------------- | -------------- | -- | --- | ------- | ----- |
| Marcus Nilsson    | Färjestad BK   | 50 | 12  | 42      | 54    |
| Kodie Curran      | Rögle BK       | 48 | 12  | 37      | 49    |
| Ryan Lasch        | Frölunda HC    | 48 | 12  | 36      | 48    |
| Anton Rödin       | Brynäs IF      | 46 | 14  | 32      | 46    |
| Broc Little       | Linköping HC   | 48 | 24  | 21      | 45    |
| Mathias Bromé     | Örebro HK      | 52 | 17  | 26      | 43    |
| Per Åslund        | Färjestad BK   | 52 | 16  | 25      | 41    |
| Johannes Kinnvall | HV71           | 51 | 11  | 29      | 40    |
| Joakim Lindström  | Skellefteå AIK | 47 | 16  | 23      | 39    |
| Fredrik Händemark | Malmö Redhawks | 52 | 14  | 24      | 38    |

Tabelldata är hämtade från Svenska Ishockeyförbundet.

## Slutspel
Svenska Ishockeyförbundet valde den 12 mars 2020, på grund av det globala coronavirusutbrottet 2019–2021, att skjuta upp starten av SM-slutspelet till den 24 mars. Den 14 mars 2020 skickade SHL skickade in en begäran till Svenska Ishockeyförbundet om att ställa in SM-slutspelet 2019/2020. Den 15 mars 2020 beslutade Svenska Ishockeyförbundets styrelse att följa SHL:s begäran. Därmed kom samtliga lag som säsongen 2019/2020 tillhört SHL, SDHL, Hockeyallsvenskan eller Hockeyettan att även till säsongen 2020/2021 tillhöra samma serie. Genom att all svensk elitishockey ställdes in för resten säsongen, inklusive SM-slutspelet, utsågs heller ingen svensk mästare i ishockey för säsongen. Om slutspelet spelats som planerats hade en sjunde och avgörande final spelats den 2 maj 2020.

## SHL Awards
Den 14 april 2020 hölls SHL Awards 2020 i Cmore.
- Årets målvakt: Gustaf Lindvall, Skellefteå
- Övriga nominerade:
- Joel Lassinantti, Luleå
- Oscar Alsenfelt, Malmö
- Årets back: Kodie Curran, Rögle
- Övriga nominerade:
- Johannes Kinnvall, HV71
- Erik Gustafsson, Luleå
- Årets forward: Marcus Nilsson, Färjestad
- Övriga nominerade:
- Fredrik Händemark, Malmö
- Broc Little, Linköping
- Årets tränare: Thomas Berglund, Luleå
- Övriga nominerade:
- Cam Abbott, Rögle
- Tommy Samuelsson, Skellefteå
- Årets rookie: Jesper Frödén, Skellefteå
- Övriga nominerade:
- Alexander Holtz, Djurgården
- Manuel Ågren, Djurgården
- Årets mest värdefulla spelare: Kodie Curran, Rögle
- Övriga nominerade:
- Marcus Nilsson, Färjestad
- Erik Gustafsson, Luleå

Utöver de kategorierna uppmärksammades även:
- Guldpipan: Patrik Sjöberg
- Årets mål: Nils Höglander, Rögle
- Övriga nominerade:
- Per Åslund, Färjestad
- Jesper Frödén, Skellefteå
- Årets räddning: Gustaf Lindvall, Skellefteå
- Övriga nominerade:
- Roman Will, Rögle
- Christoffer Rifalk, Rögle